# Titularbistum Casae Calanae
Casae Calanae (ital.: Case Calane) ist ein Titularbistum der römisch-katholischen Kirche.
Die in Nordafrika gelegene Stadt war ein alter römischer Bischofssitz, der im 7. Jahrhundert mit der islamischen Expansion unterging. Dieser lag in der römischen Provinz Numidien.
| Titularbischöfe von Casae Calanae |                                |                                            |                   |                  |
| Nr.                               | Name                           | Amt                                        | von               | bis              |
| 1                                 | Jesús Agustín López de Lama CP | Prälat von Corocoro (Bolivien)             | 10. Juni 1966     | 5. November 1977 |
| 2                                 | Luis Reynoso Cervantes         | Weihbischof in Monterrey (Mexiko)          | 13. April 1978    | 5. Juli 1982     |
| 3                                 | Manuel Mireles Vaquera         | Weihbischof in Durango (Mexiko)            | 16. Oktober 1982  | 28. April 1988   |
| 4                                 | Hilário Moser SDB              | Weihbischof in Olinda e Recife (Brasilien) | 17. August 1988   | 27. Mai 1992     |
| 5                                 | Ricardo Jorge Valenzuela Ríos  | Weihbischof in Asunción (Paraguay)         | 27. November 1993 | 24. Mai 2003     |
| 6                                 | Patrick Christopher Pinder     | Weihbischof in Nassau (Bahamas)            | 27. Juni 2003     | 17. Februar 2004 |
| 7                                 | Richard Brendan Higgins        | Weihbischof im Militärordinariat der USA   | 7. Mai 2004       |                  |